# آنتونین شوهلا
آنتونین شوهلا (انگلیسی: Antonín Švehla; زاده ۱۵ آوریل ۱۸۷۳ – درگذشته ۱۲ دسامبر ۱۹۳۳) سیاستمدار اهل چکسلواکی بود. وی دو بار از ۷ اکتبر ۱۹۲۲ تا ۱۸ مارس ۱۹۲۶ و سپس از ۱۲ اکتبر ۱۹۲۶ تا ۱ فوریه ۱۹۲۹ نخست‌وزیر چکسلواکی بود.
آنتونین شوهلا در ۱۲ دسامبر ۱۹۳۳، در سن ۶۰ سالگی بر اثر بیماری قلبی درگذشت.